# Sonor
Sonor es una empresa alemana especializada en el diseño y fabricación de instrumentos de percusión, fundada en 1872 por Johannes Link, un torneador de madera. Uno de los modelos más antiguos de baterías fabricadas por Sonor es un parade snare Johannes Link de 1942, un tambor muy pesado de aluminio y varillas de tensión gruesas. Numerosas bandas de música han usado instrumentos fabricados por esta empresa.

## Historia

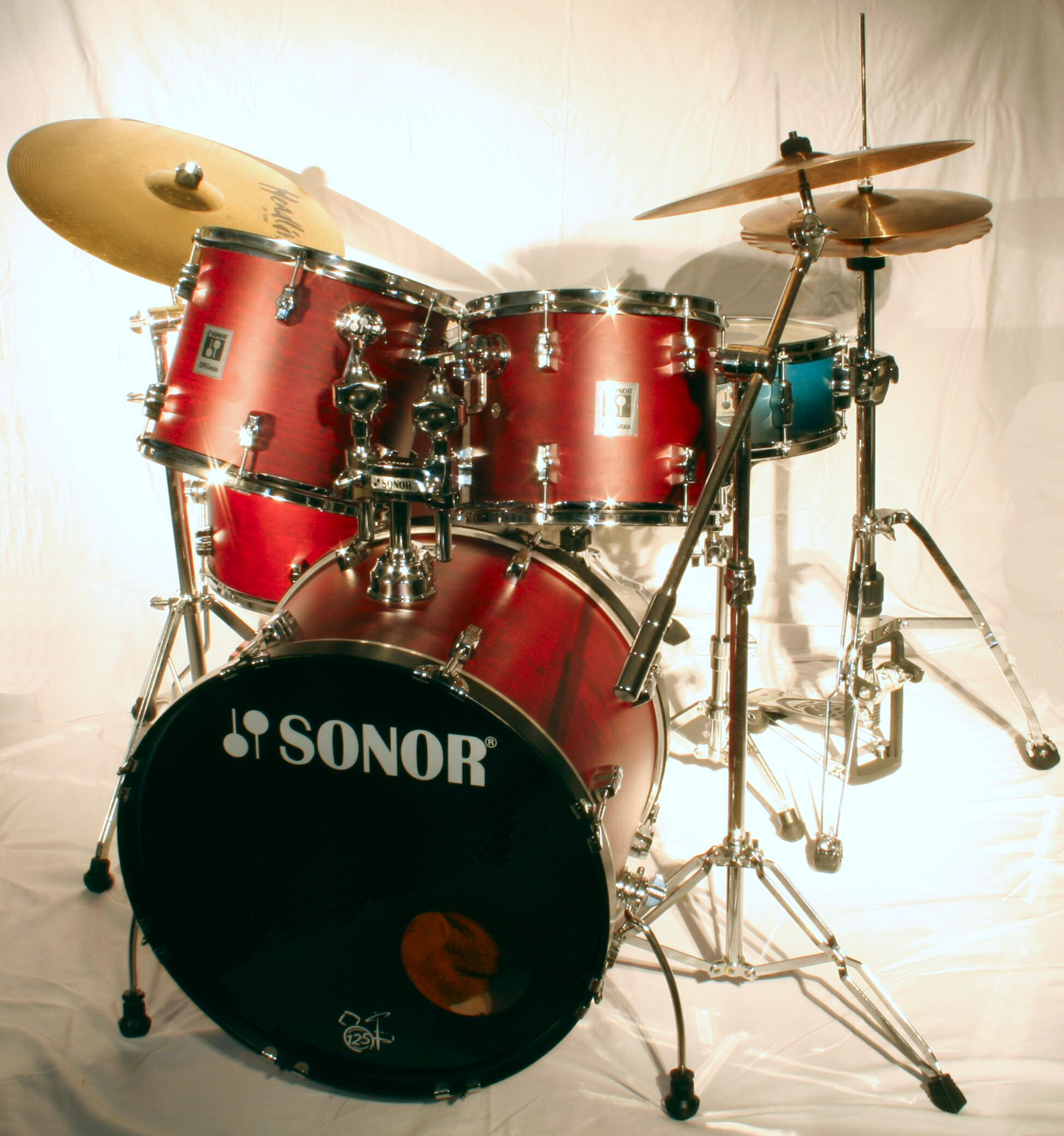
Set de batería Sonor.

En 1875, Sonor fue fundada en Weißenfels por Johannes Link (nacido en 1847 en Forheim) como una fábrica de tambores y barriles naturales militares. Tres años más tarde, la compañía construyó un nuevo lugar de producción y se trasladó a la calle Leipziger. Alrededor de la década de 1900, también comenzó a fabricar timbales, tambores, xilófonos, platillos, triángulos y pequeños instrumentos de percusión. 
Sonor fue registrado como marca en 1907 en la Oficina Imperial de Patentes en Múnich. En 1914 murió su fundador, John Link, y fue sucedido por su hijo Otto Link. A pesar de la agitación de la Segunda Guerra Mundial, la compañía abrió una segunda fábrica en Markneukirchen. Dos años más tarde, un incendio destruyó gran parte de la sede de la empresa en la calle Leipziger. Para compensar la pérdida de los activos con rapidez, la empresa adquirió el complejo industrial cercano "Am Bad" en Weißenfels. En 1925, la empresa contaba con cerca de 145 personas.[cita requerida]
Después de la Segunda Guerra Mundial, la empresa fue expropiada y nacionalizada. Otto Link escapó por poco un arresto y decidió junto a su hijo Horst Link huir a Berlín Oeste. Volvieron a fundar una nueva compañía Sonor en 1946.
En 1953, los instrumentos Orff se incluyeron oficialmente en el plan de producción de Sonor. En colaboración con el profesor Hans Bergese, un estudiante de Carl Orff, Sonor desarrolló un conjunto innovador de instrumentos. La idea básica es que con los instrumentos deben desarrollarse las habilidades mentales y las técnicas del niño, fomentando así el desarrollo musical.[cita requerida]
Cuando Otto murió en 1955, la dirección de Sonor fue sucecida por su hijo Horst Link. La compañía volvió nuevamente a su antiguo tamaño, volvió a tener la misma producción y mantuvo la gama de productos de forma continua. Algunas de las figuras del jazz más populares de la época como Kenny Clarke, Connie Cay e incluso Lionel Hampton utilizaron baterías Sonor. 
Luego, en 1991, se unió al grupo Hohner-Konzern, y 1997 la compañía colaboró con el grupo taiwanés KHS. La producción de baterías y componentes más económicos fue trasladada a Tianjin, China.

## Series
- 1960 - Big Beat
- 1960 - Rocker 2000
- 1965 - Teardrop
- 1969 - Champion
- 1970 - Super Champion

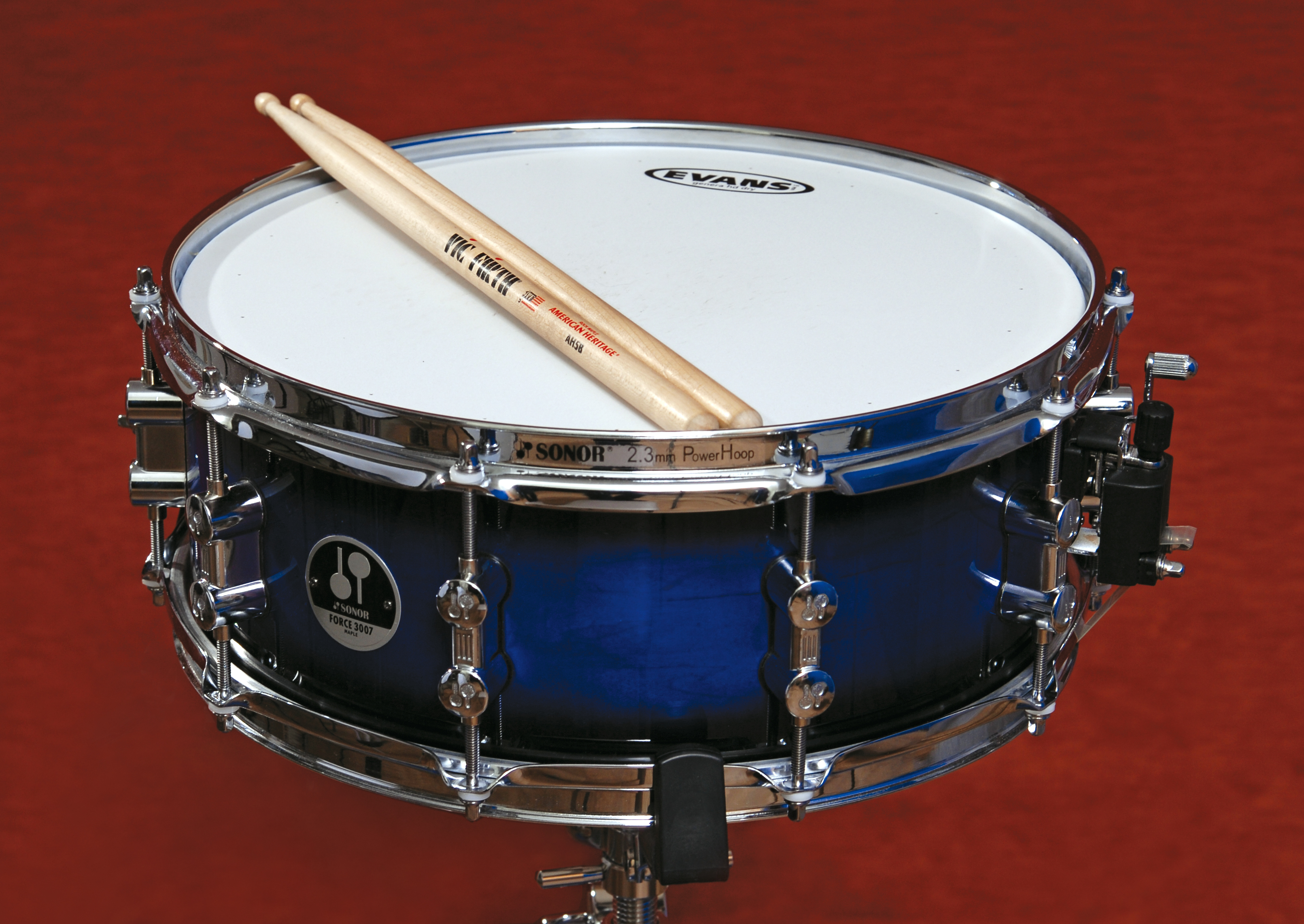
Caja Sonor Force-Series 3007 y palillos Vic Firth

- 1970 - Action (Sucesor de Rocker 2000)
- 1970 - Swinger
- 1975 - Phonic
- 1983 - Lite
- 1981 - Signature
- 1981 - Champion (Taiwán) (Sucesor de Action)
- 1982 - Super Champion (Taiwán)
- 1985 - Performer (Sucesor de Super Champion; producción alemana nuevamente)
- 1987 - Panther
- 1987 - Signature Lite
- 1990 - International
- 1990 - Sonor Signature Jet Set (edición limitada)
- 1990 - Hilite
- 1990 - Hilite Exklusive
- 1990 - Force-Series (1000, 2000, 3000, Maple, 503/5/7, 1003/5/7, 2003/5/7, 3003/5/7)
- 1993 - Hilite Nussbaum
- 1994 - Designer-Serie, primer Custom-Serie
- 1995 - Sonic Plus (Birke) hecho en Alemania, sucesor de Force 3000
- 1997 - Sonic Plus II (Maple Mahagoni) hecho en China
- 1997 - S-Class (Birke, Maple) y S-Class Maple
- 2000 - S-Class-Pro-Serie, Delite-Serie
- 2001 - Giant-Step
- 2006 - S-Classix
- 2006 - SQ2-Serie
- 2009 - Sonor Phil Rudd (En honor al baterista de AC/DC)
- 2010 - Smart Force, Essential Force, Select Force, Ascent (Buche)

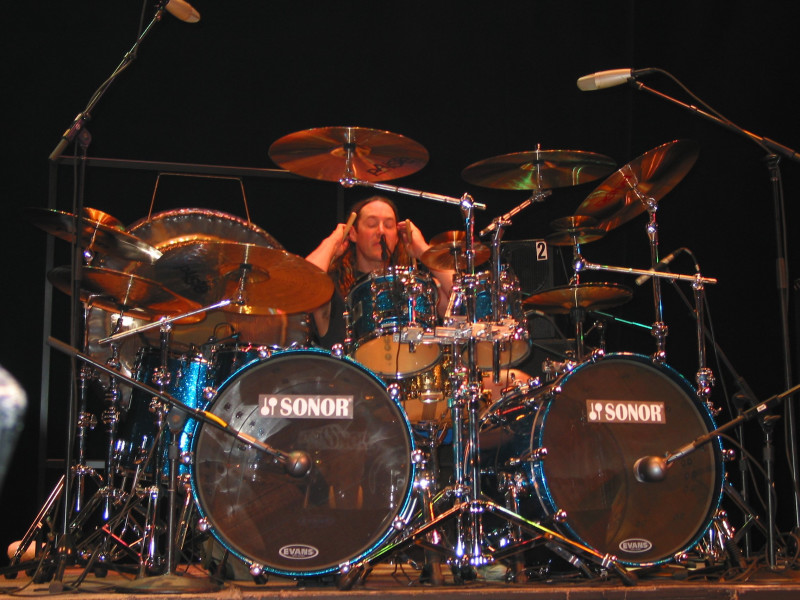
Danny Carey y su set de batería, con bombos Sonor

- 2012 - ProLite Series